# The Night Flight Orchestra
The Night Flight Orchestra ist eine schwedische Rockband aus Helsingborg.

## Geschichte

### Internal AffairsundSkyline Whispers(2007 bis 2016)

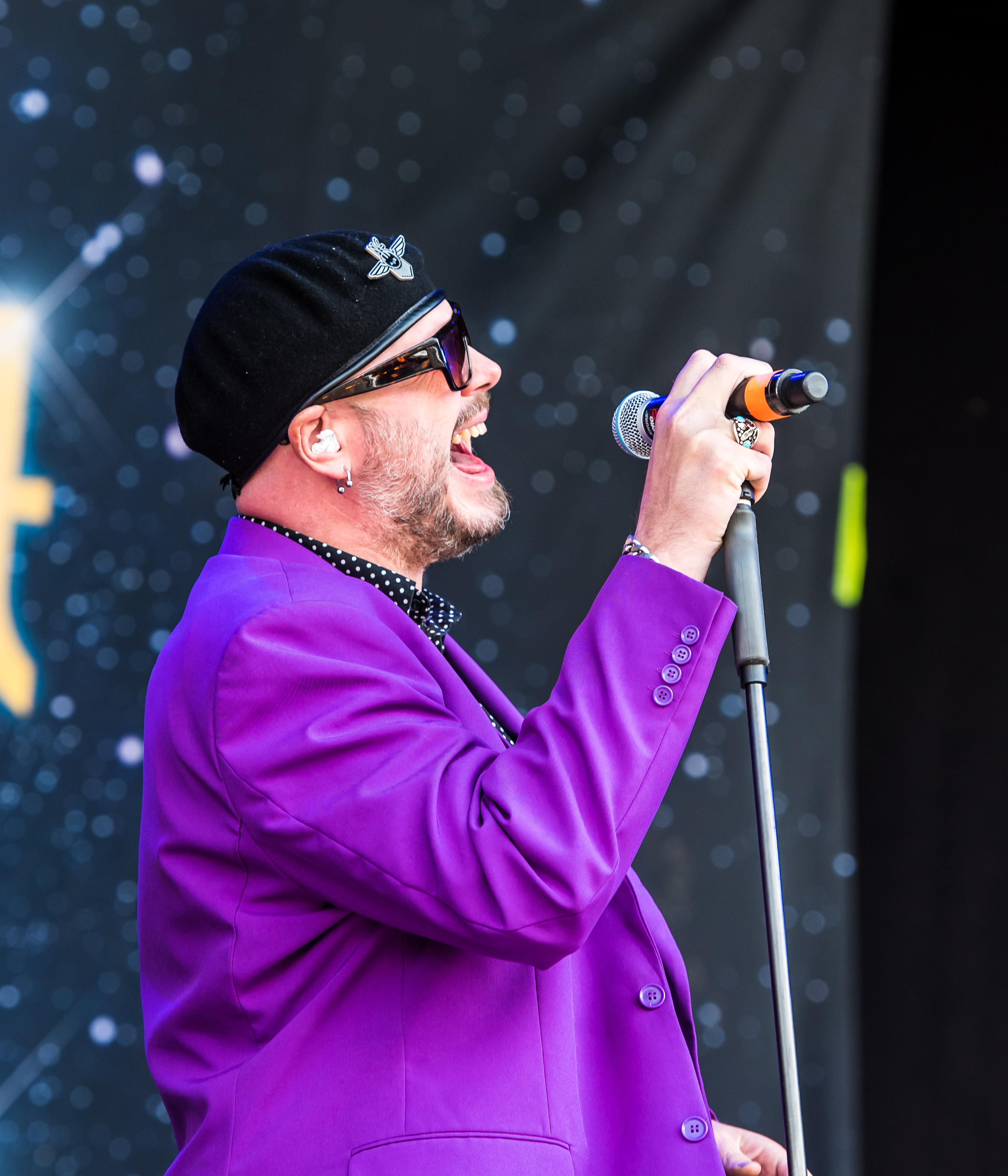
Sänger Björn Strid 2018

Im Jahr 2007 befand sich die Band Soilwork auf Tournee durch Nordamerika. Während der Fahrt zum nächsten Konzert unterhielten sich Sänger Björn Strid und der als Livegitarrist mitfahrende David Andersson über den Classic Rock bzw. Adult Orientated Rock der 1980er Jahre. Aus dieser Idee entstand die Band The Night Flight Orchestra. Komplettiert wurde die Band durch den Gitarristen Sebastian Forslund, den Bassisten Sharlee D’Angelo (u. a. Arch Enemy, Spiritual Beggars), den Keyboarder Richard Larsson und den Schlagzeuger Jonas Källsbäck von der Band Mean Streak.
Über das italienische Musiklabel Coroner Records erschien am 18. Juni 2012 das Debütalbum Internal Affairs. Da Sänger Strid mit Soilwork und Bassist D’Angelo mit ihren Hauptbands terminlich eingespannt waren, konnten The Night Flight Orchestra erst am 1. August 2013 in Lidköping ihr erstes Konzert spielen. Ein Jahr später spielte die Band beim Sweden Rock Festival und nahmen Sebastian Forslund als zweiten Gitarristen in die Band auf. Anschließend nahmen The Night Flight Orchestra ihr zweites Studioalbum Skyline Whispers auf, welches am 9. Juni 2015 über Coroner Records erschien. Ein Jahr später wurde die Band von Nuclear Blast unter Vertrag genommen, bei der schon Björn Strids Hauptband Soilwork unter Vertrag steht.

### Amber GalacticundSometimes the World Ain’t Enough(2016 bis 2019)

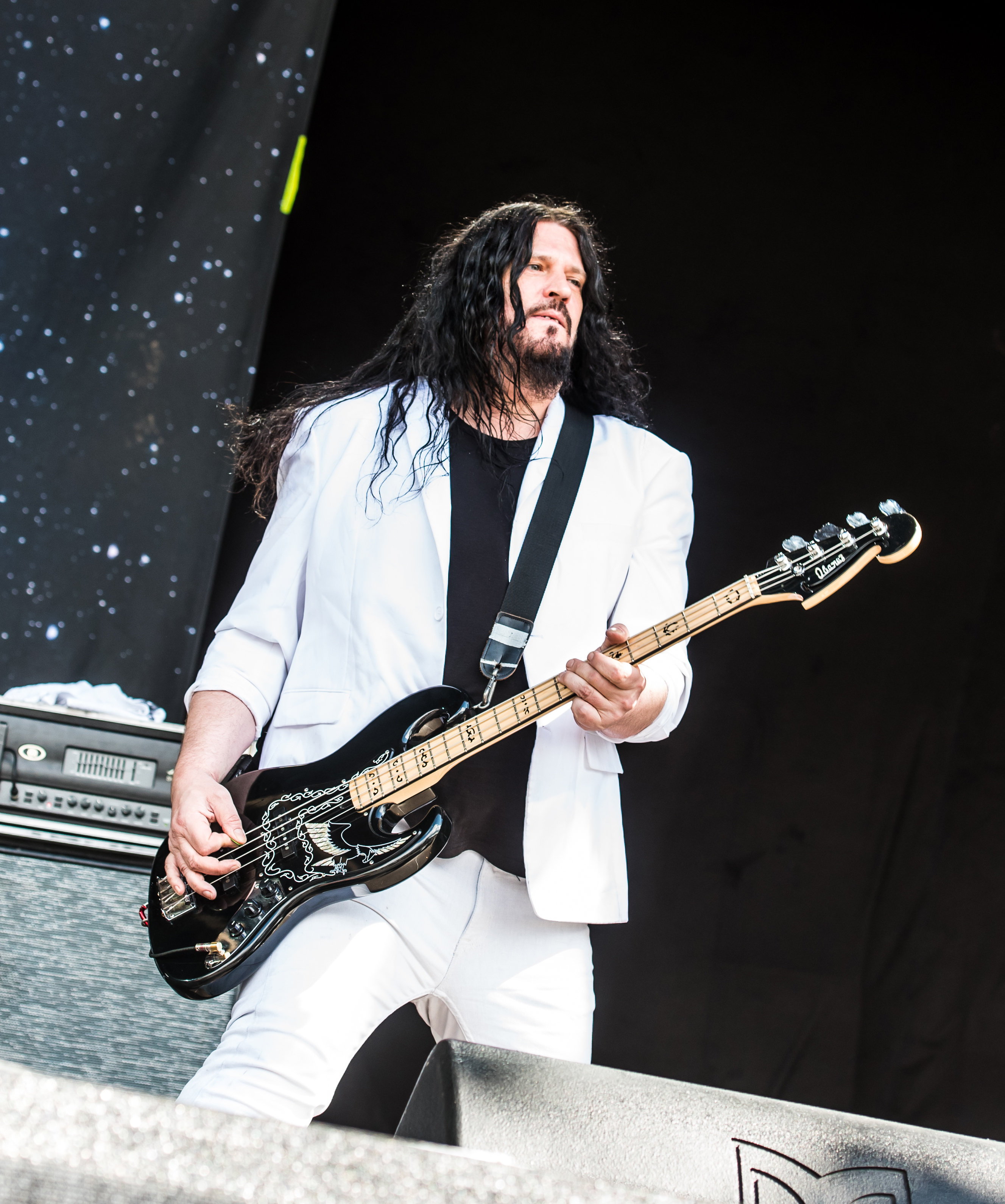
Bassist Sharlee D' Angelo 2018

Das dritte Studioalbum Amber Galactic erschien am 19. Mai 2017 und erreichte Platz 43 der deutschen, Platz 54 der Schweizer und Platz 64 in den österreichischen Albumcharts. Zahlreiche Magazine wählten es zum Album des Monats, darunter das deutsche und das französische Rock Hard oder das deutsche Onlinemagazin Powermetal.de. Im Sommer 2017 spielten The Night Flight Orchestra auf dem Rock Hard Festival ihr erstes Konzert außerhalb ihres Heimatlandes, bevor die Band im Herbst zu ihrer ersten Europatournee aufbrach. Amber Galactic wurde für den schwedischen Musikpreis Grammis in der Kategorie Hardrock/Metal nominiert, der Preis ging jedoch an Europe für ihr Album Walk the Earth. Am 8. Juni 2018 spielte die Band ein Konzert am Kopenhagener Flughafen, bei dem The Night Flight Orchestra in Zusammenarbeit mit der Brauerei Mikkeller ihren Cocktail Midnight Flyer vorstellte. Ursprünglich sollte die Band während eines Fluges der Gesellschaft SAS auftreten, was durch Sicherheitsbestimmungen verhindert wurde.

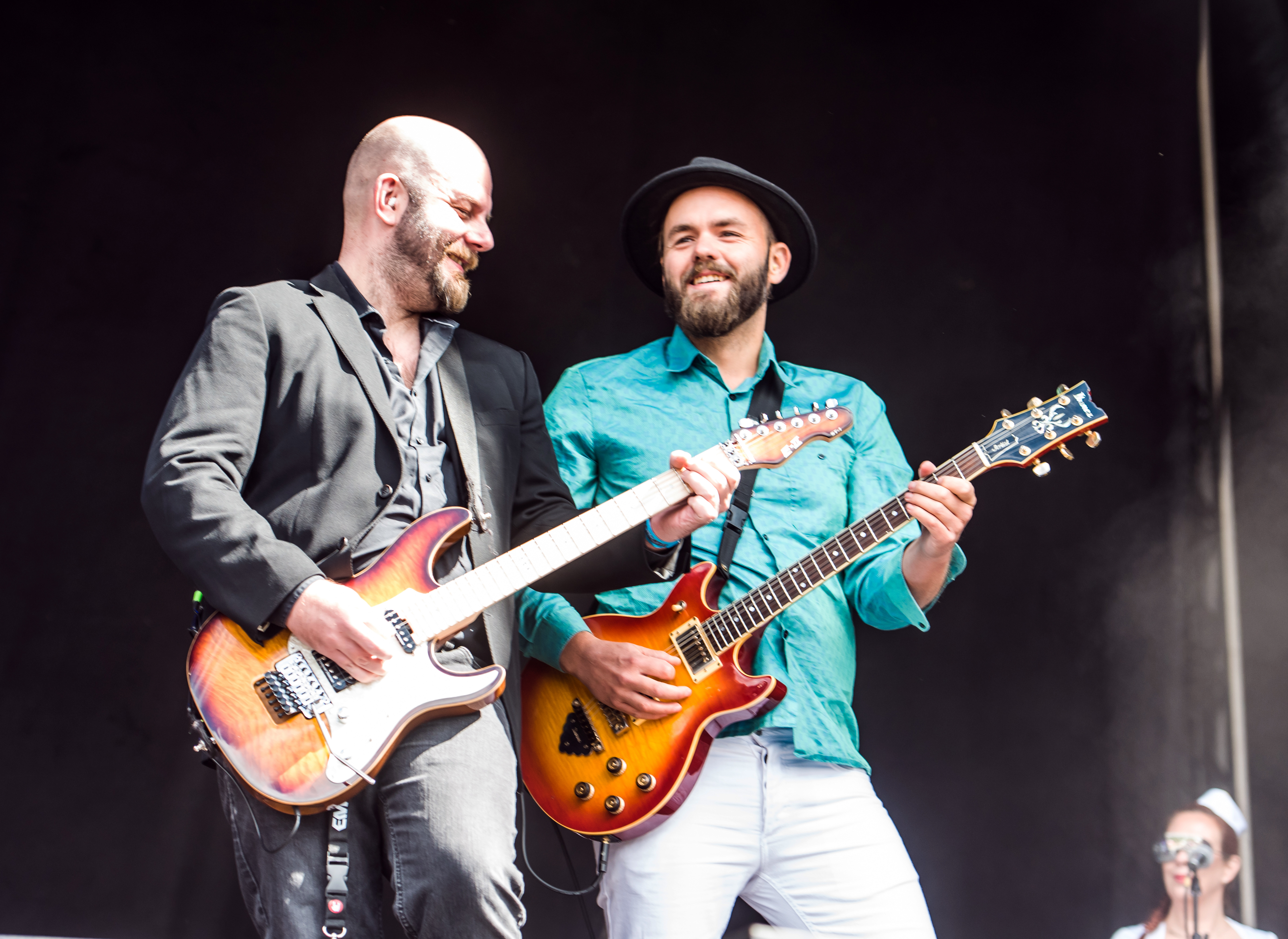
Gitarristen David Andersson und Sebastian Forslund 2018

Sometimes the World Ain’t Enough erschien am 29. Juni 2018 und wurde vom deutschen Magazin Rock Hard zum Album des Monats gewählt. Zur Veröffentlichung des Albums spielte die Band ein exklusives Konzert im ABBA-Museum in Stockholm. Das Album erreichte Platz 16 der deutschen, Platz 23 der Schweizer und Platz 34 der schwedischen Albumcharts. Für den Sommer und Herbst 2018 sind Auftritte beim Summer Breeze Festival, dem Reload Festival und dem Metal Hammer Paradise sowie eine Europatournee mit der Vorgruppe Black Mirrors angekündigt. Bei den Metal Hammer Awards 2018 wurden The Night Flight Orchestra in der Kategorie Up and Coming nominiert. Der Preis ging jedoch an die Band Cypecore.
Am 23. November 2018 wurden die ersten beiden Studioalben Internal Affairs und Skyline Whispers mit neuem Artwork und Bonusmaterial von Nuclear Blast neu veröffentlicht. Sometimes the World Ain’t Enough wurde beim schwedischen Musikpreis Grammis in der Kategorie Hardrock/Metal nominiert, der Preis ging jedoch an die Band Tribulation. Im Sommer 2019 spielten The Night Flight Orchestra auf Festivals wie dem Rockharz, dem Bang Your Head oder dem Wacken Open Air.

### AeromanticundAeromantic II(seit 2020)
Am 28. Februar 2020 veröffentlichte die Band ihr fünftes Studioalbum Aeromantic. Das Album wurde im Tonstudio Nordic Sound Lab aufgenommen. Dabei verwendete Jonas Källsbäck das Schlagzeug, das auch bei den Aufnahmen zum ABBA-Album Super Trouper genutzt wurde. Während der Aufnahmen verließ der Keyboarder Richard Larsson die Band. Bei den folgenden Tourneen wird er durch John Lönnmyr ersetzt. Aeromantic wurde vom deutschen Magazin Rock Hard gemeinsam mit The God-Shaped Void von Psychotic Waltz zum Album des Monats gewählt. Es stieg auf Platz 13 der deutschen, Platz 16 der Schweizer, Platz 47 der schwedischen und Platz 57 der österreichischen Albumcharts ein. Gleichzeitig mit dem Album veröffentlichte die Band einen Riesling und einen Rum, die auf 160 bzw. 600 Flaschen limitiert sind. Die Europatournee mit der Vorgruppe One Desire musste nach wenigen Konzerten wegen der COVID-19-Pandemie abgebrochen werden.
Statt der Tournee kehrten die Musiker ins Studio zurück und nahmen ihr sechstes Studioalbum Aeromantic II auf. Laut Sänger Björn Strid hatte die Band das Gefühl, mit den auf dem Album Aeromantic beschriebenen Themen noch nicht durch zu sein. Das Album erschien am 3. September 2021 und erreichte Platz 17 der deutschen, Platz 18 der Schweizer und Platz 32 der österreichischen Albumcharts. Am 14. September 2022 gab die Band den Tod ihres Gitarristen David Andersson bekannt. In einem Statement hieß es, dass Andersson unter Alkohol- und Psychischen Problemen litt.

## Stil

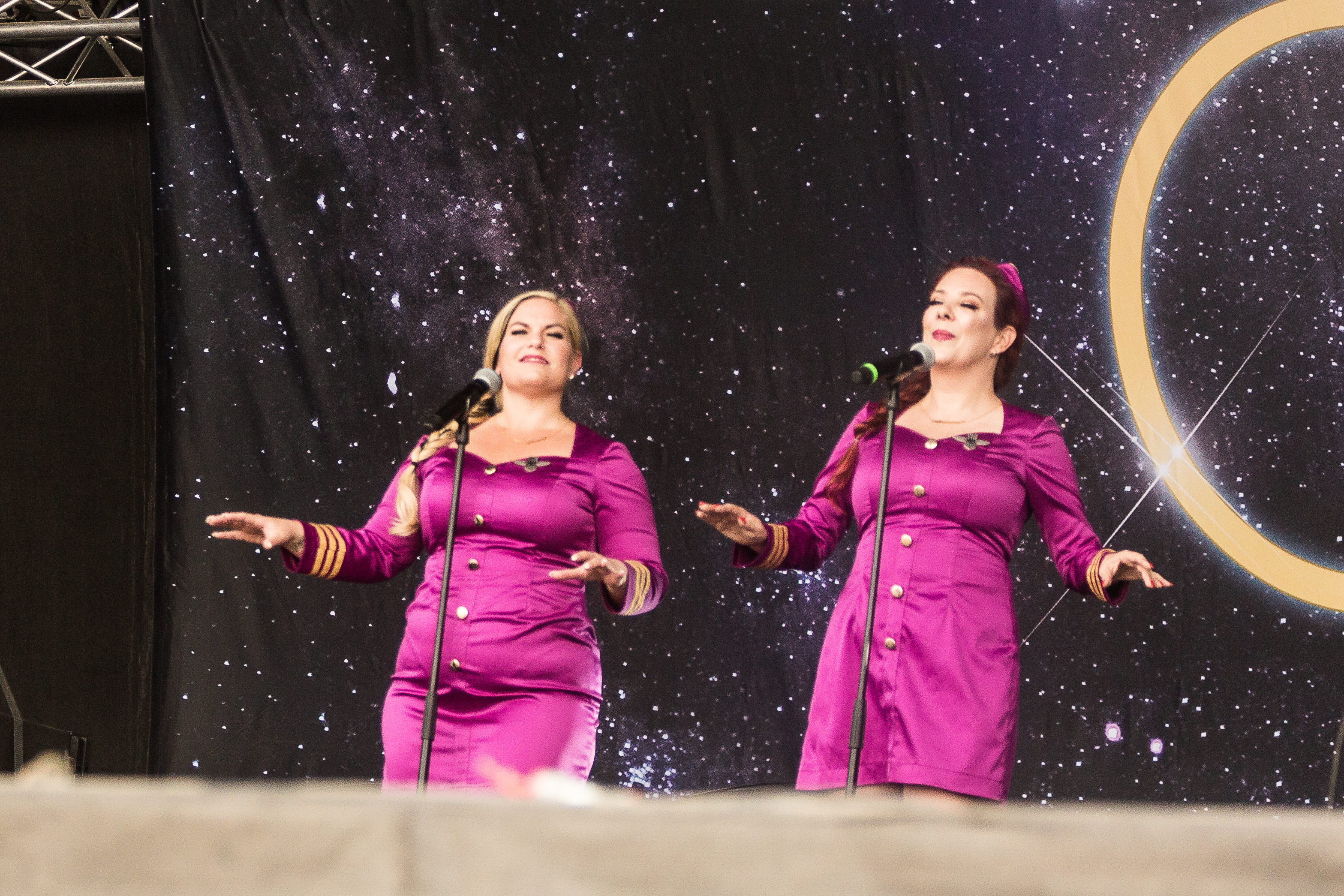
Die Airline-Annas; die Backgroundsängerinnen Anna-Mia Bonde und Anna Brygård, Rockharz 2019

Die Musik von The Night Flight Orchestra wird zumeist als Classic Rock oder AOR, seltener als Hard Rock bezeichnet. Mit dem Album Sometimes the World Ain’t Enough fügte die Band noch Elemente der Discomusik hinzu. Laut Matthias Weckmann vom deutschen Magazin Metal Hammer „liefert die Band all das, was man an Bands wie Journey, Foreigner und Survivor liebt und liebte“. Björn Backes vom Onlinemagazin Powermetal.de verglich das zweite Studioalbum Skyline Whispers mit dem britischen Progressive Rock der 1970er Jahre und nannte Yes, Genesis, Kiss, Deep Purple und Rainbow als musikalische Referenzen.
Für Frank Thießies vom deutschen Magazin Metal Hammer finden sich auf dem Album Amber Galactic „AOR mit klassischem Rock zwischen Disco-Kugelhagel und Hook-Schwingern wieder“. Boris Kaiser vom deutschen Magazin Rock Hard verglich The Night Flight Orchestra in seiner Rezension für Sometimes the World Ain’t Enough mit Bands wie Toto, Kiss, Ghost, REO Speedwagon, Boston oder Supertramp.

## Diskografie

### Alben
| Jahr | Titel Musiklabel                               | Höchstplatzierung, Gesamtwochen, AuszeichnungChartplatzierungen (Jahr, Titel, Musiklabel, Platzierungen, Wochen, Auszeichnungen, Anmerkungen) | Höchstplatzierung, Gesamtwochen, AuszeichnungChartplatzierungen (Jahr, Titel, Musiklabel, Platzierungen, Wochen, Auszeichnungen, Anmerkungen) | Höchstplatzierung, Gesamtwochen, AuszeichnungChartplatzierungen (Jahr, Titel, Musiklabel, Platzierungen, Wochen, Auszeichnungen, Anmerkungen) | Höchstplatzierung, Gesamtwochen, AuszeichnungChartplatzierungen (Jahr, Titel, Musiklabel, Platzierungen, Wochen, Auszeichnungen, Anmerkungen) | Anmerkungen                                                                                       |
| Jahr | Titel Musiklabel                               | DE | AT | CH | SE | Anmerkungen                                                                                       |
| ---- | ---------------------------------------------- | --- | --- | --- | --- | ------------------------------------------------------------------------------------------------- |
| 2012 | Internal Affairs Coroner Records               | — | — | — | — | Erstveröffentlichung: 18. Juni 2012; Wiederveröffentlichung: 23. November 2018 über Nuclear Blast |
| 2015 | Skyline Whispers Coroner Records               | — | — | — | — | Erstveröffentlichung: 9. Juni 2015; Wiederveröffentlichung: 23. November 2018 über Nuclear Blast  |
| 2017 | Amber Galactic Nuclear Blast                   | DE43 (1 Wo.)DE | AT64 (1 Wo.)AT | CH54 (1 Wo.)CH | — | Erstveröffentlichung: 19. Mai 2017                                                                |
| 2018 | Sometimes the World Ain’t Enough Nuclear Blast | DE16 (2 Wo.)DE | AT59 (1 Wo.)AT | CH23 (2 Wo.)CH | SE37 (1 Wo.)SE | Erstveröffentlichung: 29. Juni 2018 # 13 der deutschen Vinylcharts                                |
| 2020 | Aeromantic Nuclear Blast                       | DE13 (1 Wo.)DE | AT57 (1 Wo.)AT | CH16 (1 Wo.)CH | SE47 (1 Wo.)SE | Erstveröffentlichung: 28. Februar 2020                                                            |
| 2021 | Aeromantic II Nuclear Blast                    | DE17 (1 Wo.)DE | AT32 (1 Wo.)AT | CH18 (1 Wo.)CH | — | Erstveröffentlichung: 3. September 2021                                                           |
| 2025 | Give Us the Moon Napalm Records                | DE16 (1 Wo.)DE | AT20 (1 Wo.)AT | CH23 (1 Wo.)CH | — | Erstveröffentlichung: 31. Januar 2025                                                             |

### Musikvideos
- 2017: Gemini
- 2018: This Time
- 2018: Turn to Miami
- 2018: Lovers in the Rain
- 2019: Satellite
- 2019: Cabin Pressure Drops
- 2020: Divinyls
- 2020: Transmission
- 2020: Taurus
- 2020: Golden Swansdown
- 2020: Impossibile
- 2020: Paper Moon
- 2021: White Jeans
- 2021: Burn for Me
- 2021: Chardonnay Nights
- 2021: Change
- 2022: Black Stars and Diamonds
- 2025: Paloma

## Auszeichnungen
| Jahr | Kategorie      | für                              | Resultat  |
| ---- | -------------- | -------------------------------- | --------- |
| 2018 | Hardrock/Metal | Amber Galactic                   | Nominiert |
| 2019 | Hardrock/Metal | Sometimes the World Ain’t Enough | Nominiert |
| 2022 | Hardrock/Metal | Aeromantic II                    | Nominiert |

| Jahr | Kategorie     | für                        | Resultat  |
| ---- | ------------- | -------------------------- | --------- |
| 2018 | Up and Coming | The Night Flight Orchestra | Nominiert |